# Павел Кицос
Павел (на гръцки: Παύλος) е гръцки духовник, епископ на Църквата на Гърция.

## Биография
Роден е с името Георгиос Кицос (Γεώργιος Κίτσος) в 1967 година в македонския град Саръшабан (Хрисуполи), Гърция. Учи в Богословския факултет на Солунския университет. Прави следдипломна квалификация и в същия факултет. На 4 август 1995 година приема монашество в манастира „Успение Богородично“ на Тасос. Ръкоположен е за дякон на 5 август 1995 година от митрополит Прокопий Филипийски и за свещеник на 26 декември 1996 година от същия митрополит. Служи като проповедник във Филипийската митрополия и като игумен на манастира на „Свети Сила“ в Кавала.
На 9 октомври 2023 година е избран за титулярен теспийски епископ, викарен епископ на Атинската архиепископия, срещу архимандритите Стефан Ставракакис и Теодосий Икономидис. На 9 ноември 2023 година е ръкоположен за теспийски епископ в митрополитската църква „Благовещение Богородично“ в Атина. Ръкополагането е извършено от архиепископа на Атина Йероним II, подкрепен от митрополитите Апостол Милетски (Вселенска патриаршия), Пантелеймон Ксантийски, Хрисостом Месински, Георгий Тивански, Атинагор Илийски, Георгий Карпенисийски, Стефан Филипийски и Симеон Фтиотидски.